# Otto Ullmann
Otto Ullmann (* 21. September 1899 in Homburg; † 29. September 1955 im sowjetischen Kriegsgefangenenlager 5110/48 Woikowo) war ein deutscher SS-Führer und Polizeioffizier, zuletzt SS-Brigadeführer und Generalmajor der Polizei. Während des Zweiten Weltkriegs war er von 1943 bis 1945 Polizeipräsident in Breslau.

## Leben
Der Arztsohn Ullmann ging 1917 nach der Primareife vom Gymnasium ab und nahm am Ersten Weltkrieg teil, zuletzt im Rang eines Fähnrichs. Er wurde mit dem Eisernen Kreuz ausgezeichnet. Nach Kriegsende gehörte er einem Freikorps an. Anschließend legte er das Abitur ab und absolvierte danach bis 1925 ein Studium der Elektrotechnik. Danach war er als Diplom-Ingenieur bei einem Stromversorger angestellt.
Der NSDAP trat er 1930 bei (Mitgliedsnummer 357.322) und war danach Begründer einer Ortsgruppe der Partei. Nach einem Lehrgang an der NS-Ordensburg Krössinsee kündigte Ullmann sein Arbeitsverhältnis, um hauptamtlich als SS-Führer tätig zu werden. Der Ullmann aus Kriegszeiten bekannte Chef des persönlichen Stabes Reichsführer SS Karl Wolff holte ihn im Juli 1936 nach Berlin zum Dienst bei der Chefadjutantur der Reichsführung-SS. Ullmann wurde umgehend im Rang eines Hauptsturmführers in die Schutzstaffel aufgenommen (SS-Nr. 276.658). Ende Oktober 1936 wurde er zunächst kommissarisch, Ende Januar 1937 dann definitiv Stabsführer und Hauptabteilungsleiter des Stabsführers des Persönlichen Stabes Reichsführer-SS und war direkt Wolff unterstellt. Dieses Amt umfasste im Wesentlichen die „Hauptabteilungen Persönliches Referat Reichsführer-SS und Sachbearbeiter Chef Persönlicher Stab sowie die Adjutanturen“. Ullmann gehörte damit zum Kreis der wichtigsten Mitarbeiter um Reichsführer-SS Heinrich Himmler, da ihm in dieser Funktion die Koordination von Himmlers Angelegenheiten und Weisungen innerhalb der Schutzstaffel oblag.
Während des Zweiten Weltkrieges sollte Ullmann schließlich Verwendung im Polizeidienst finden und war daher Anfang 1942 informatorisch bei der Hamburger Polizei eingesetzt. Später folgten Unterweisungen im Hauptamt Ordnungspolizei und Ende Februar/Anfang März 1943 im Reichssicherheitshauptamt. Durch den Wechsel zur Polizei schied er aus der Waffen-SS aus, der er seit Kriegsbeginn angehört hatte. Zum SS-Brigadeführer und Generalmajor der Polizei befördert, wurde er Mitte 1943 Polizeipräsident von Breslau und verblieb in dieser Position bis zum Kriegsende.
Nach Kriegsende befand sich Ullmann in sowjetischer Kriegsgefangenschaft und starb am 29. September 1955 im sowjetischen Kriegsgefangenenlager 5110/48 Woikowo. Ullmann war zweimal verheiratet und Vater von vier Kindern.